# Therizinosaurus
A Therizinosaurus (jelentése 'kaszáló gyík', az ógörög θεριζω / therizo 'lekaszál' vagy 'levág' és σαυρος / szaürosz 'gyík' szavak összetételéből) a theropoda dinoszauruszok egy igen nagy méretű neme, amely a késő kréta korban (a késő campaniai alkorszakban) élt, mintegy 70 millió évvel ezelőtt, és egyedi csoportja, a Therizinosauroidea utolsó és egyben legnagyobb képviselője volt. A fosszíliáit először Mongóliában fedezték fel, és eredetileg úgy vélték, hogy egy teknősszerű hüllőhöz tartoztak (erre utal a típusfaj neve a T. cheloniformis, melynek jelentése 'teknős formájú'). Csak néhány csont alapján ismert, melyekhez azok a nagy kézkarmok tartoznak, amikről a nem a nevét kapta.

## Felfedezés és fajok

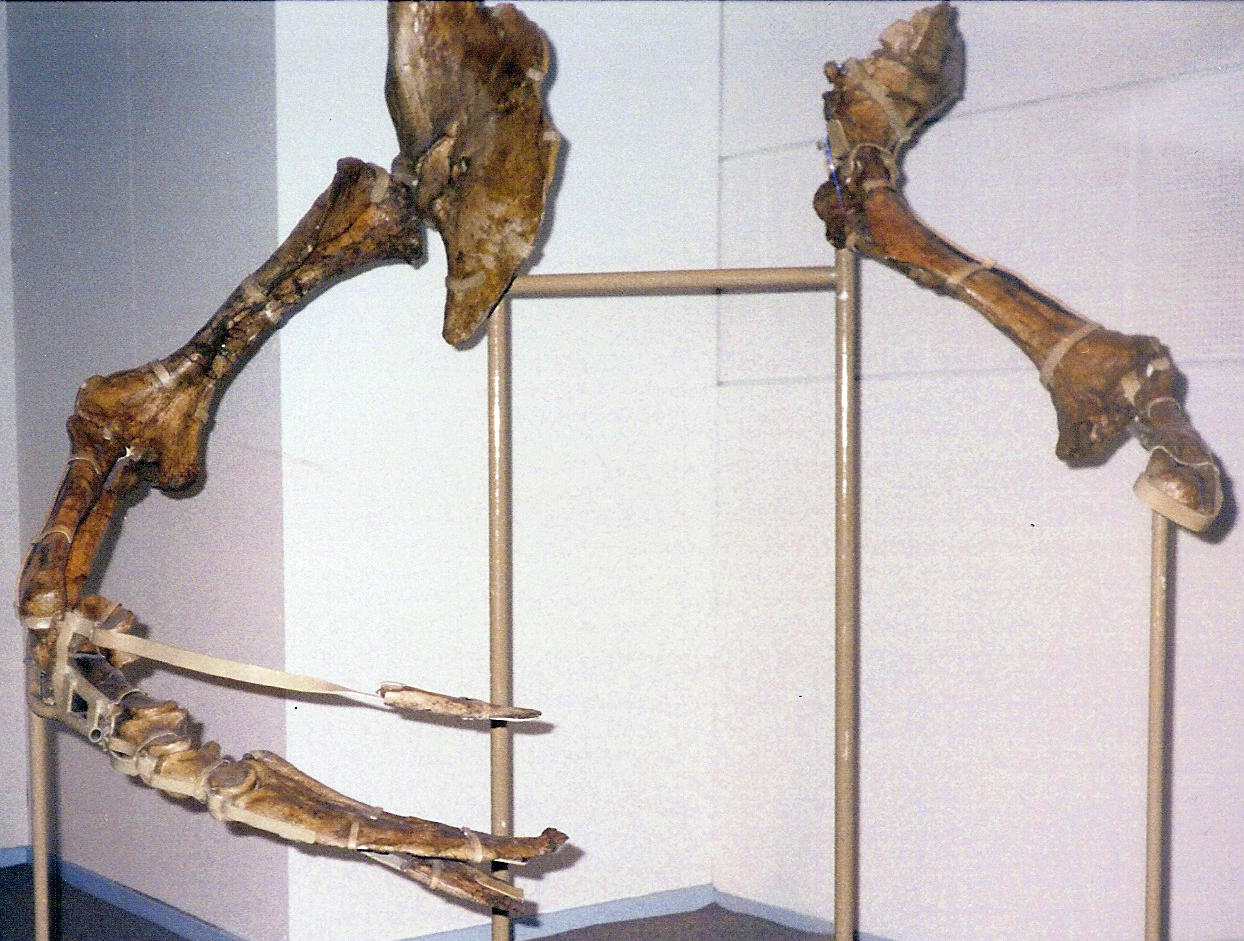
A Therizinosaurus fosszilizálódott karjai a dániai Experimentariumban

A Therizinosaurus első fosszilis maradványait az 1940-es évek végén egy szovjet-mongol expedíció fedezte fel Délnyugat-Mongóliában, a Nemegt-formációban. A kutatók több óriási, egy méteres hosszúságot is elérő karmot találtak. Ezekről 1954-ben az orosz őslénykutató, Jevgenyij Malejev készített leírást, aki úgy gondolta, hogy a leletek egy nagy teknősszerű hüllőhöz tartoztak. Az 1950-es évekig senki sem tudta biztosan, hogy a karmok milyen állattól származtak, ekkor azonban a további expedíciók több karomra, valamint mellső és hátsó lábak darabjaira bukkantak. A Kína északi részén tett újabb felfedezések lehetővé tették az őslénykutatók számára a csontvázrészek más fosszíliákkal való összehasonlítását, így kiderült, hogy a karmok gazdája nem teknős volt, hanem dinoszaurusz.
Annak felfedezése, hogy a rejtélyes segnosauridák (köztük az Erlikosaurus és a Segnosaurus) theropodák voltak, segített tisztázni a Therizinosaurus rokoni kapcsolatait. Különféle elméletek jelentek meg a „segnosauridák” eredetével kapcsolatban, melyek egy része a sauropodomorphák őseiként azonosította ezeket az állatokat – de az újabb, jó állapotban megőrződött fosszíliák, mint például az Alxasaurus (1993-ban) és a Beipiaosaurus (1996-ban) részletekkel szolgáltak a csoport kezdetleges tagjainak madárszerű csípőjével, lábával és koponyájával kapcsolatban, ami segített igazolni, hogy a Therizinosaurus és a (később therizinosauridákra átnevezett) segnosauridák ugyanabba a theropoda csoportba tartoztak, azaz fejlett, növényevő maniraptorák voltak.

## Anatómia

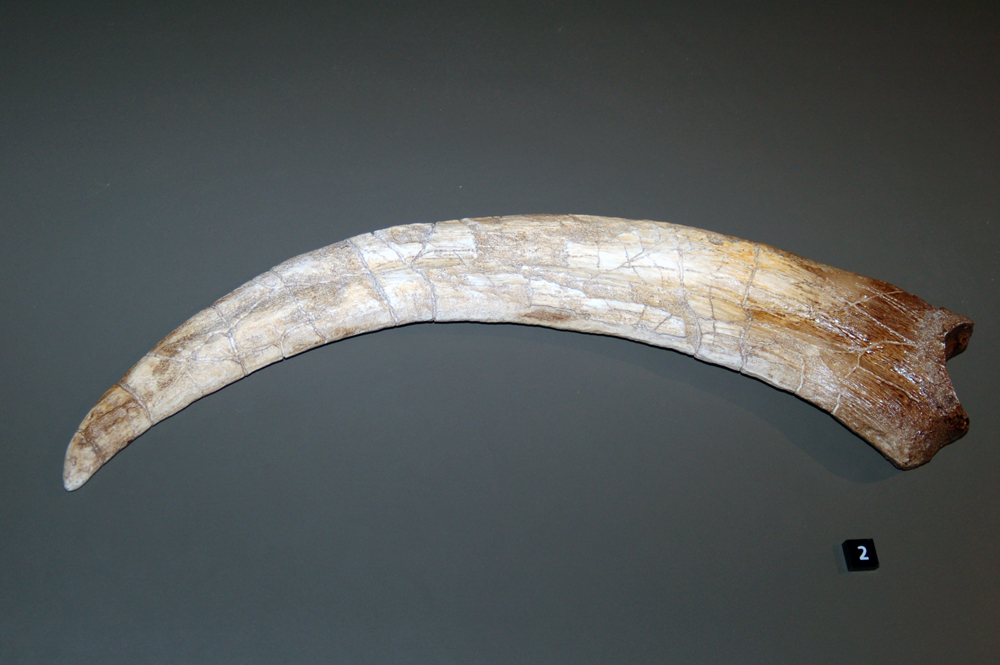
A Therizinosaurus cheloniformis karmának másolata a sydney-i Ausztrál Múzeumban (Australian Museum)

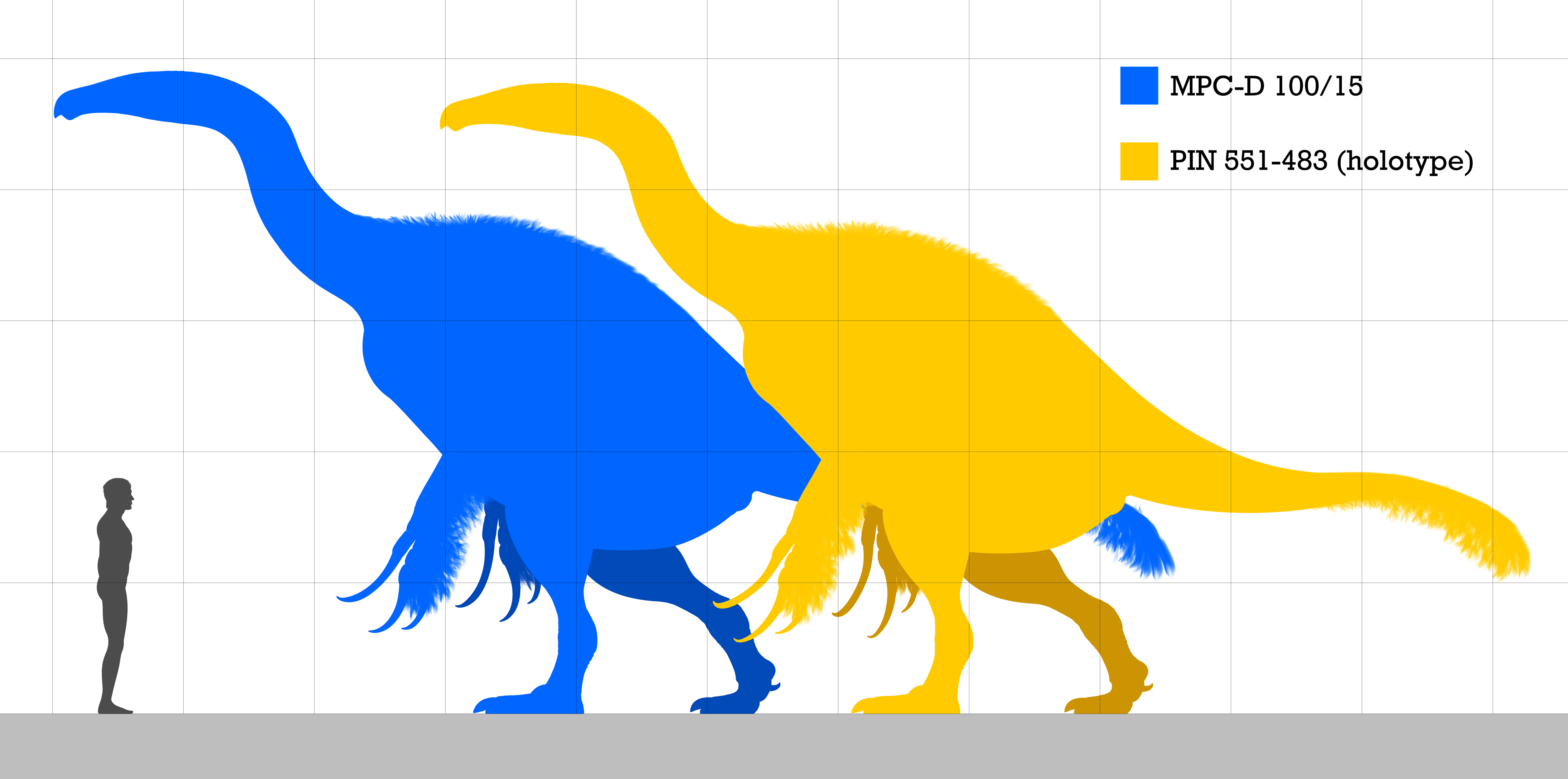
A Therizinosaurus és az ember méretének összehasonlítása

Bár a Therizinosaurus fosszíliái hiányosak, a rokonságába tartozó therizinosauridák maradványai alapján következtetések vonhatók le a fizikai jellegzetességeire vonatkozóan. A család többi tagjához hasonlóan a Therizinosaurus valószínűleg hosszú nyakkal és kis koponyával rendelkezett, két lábon járt, törzse pedig (a többi therizinosaurida csípője alapján) nehéz és magas volt. A mellső lábai elérték a 2,5 méteres hosszúságot. A hátsó lábai végén négy lábujj tartotta meg a súlyt, eltérően a többi theropoda csoport tagjaitól melyeknél a negyedik ujj elcsökevényesedett. A Therizinosaurus körülbelül 10 méter hosszú és 5 tonna súlyú lehetett.
A Therizinosaurus legegyedibb jellemzői a mellső lábfej három ujján nőtt óriási karmok. Bár a legnagyobb példányok karmai nem teljesek, a hosszuk valószínűleg elérte a 0,7–1 métert.

## Ősbiológia
A Therizinosaurus táplálkozási szokásai ismeretlenek, mivel a táplálékát jelző koponyamaradványai nem kerültek elő. Azonban a többi therizinosauridához hasonlóan valószínűleg elsősorban növényevők volt.
A Therizinosaurus karmai több lehetséges célt is szolgálhattak, mint például a ragadozókkal (a kortárs Tarbosaurusszal) szembeni védelem vagy a fajtársakkal a területért, illetve a párválasztás során vívott harc, valamint a levelekkel teli ágak szájhoz húzása. A karmok valamennyi funkciót elláthatták.

## Popkulturális hatás
- A Therizinosaurus látható a BBC által a Dinoszauruszok, a Föld urai című sorozat különkiadásaként készített Az óriási karom (Walking With Dinosaurs: The Giant Claw, 2003) című műsorban, melyben a kréta időszaki Mongóliába utazó Nigel Marven rátalál egy példányra.
- Szerepelt a Jurassic World: Világuralom című filmben is.

## Fordítás
- Ez a szócikk részben vagy egészben a Therizinosaurus című angol Wikipédia-szócikk ezen változatának fordításán alapul.  Az eredeti cikk szerkesztőit annak laptörténete sorolja fel. Ez a jelzés csupán a megfogalmazás eredetét és a szerzői jogokat jelzi, nem szolgál a cikkben szereplő információk forrásmegjelöléseként.